# Birger Jensen

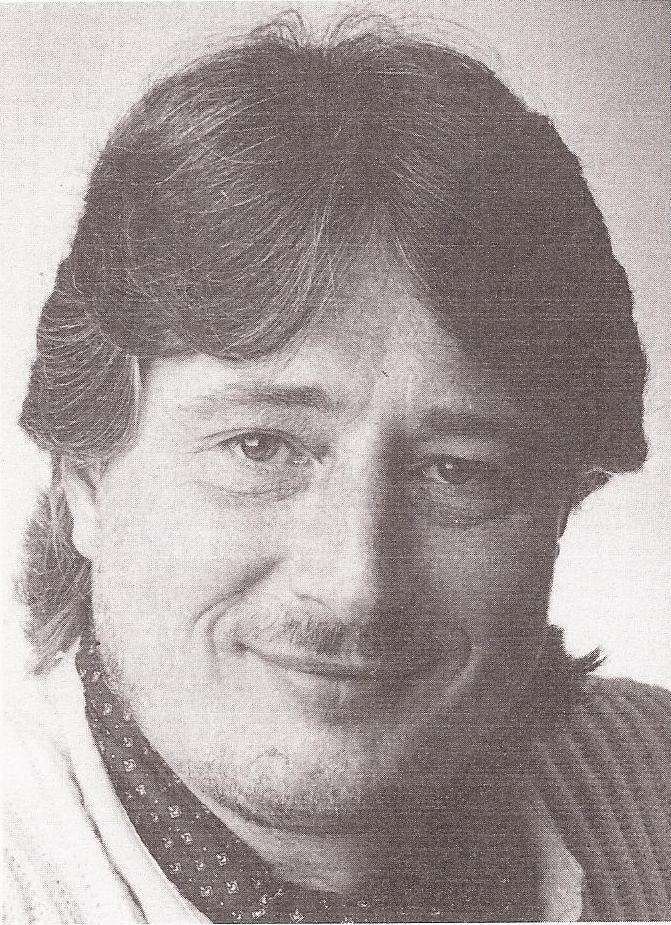
Birger Jensen, um 1988

Birger Jensen (* 10. Juni 1945 in Frederiksberg, Dänemark; † 18. Juni 1998) war ein dänischer Schauspieler.

## Biografie
Birger Jensen erlernte nach dem Schulabschluss den Beruf des Schlossers und arbeitete zunächst in diesem Beruf. Später absolvierte er eine zweijährige Schauspielausbildung und trat anschließend im Aveny Teatret, ABC Teatret und Det Ny Teater als Schauspieler auf. In einer Reihe dänischer Film- und Fernsehproduktionen, darunter acht Fernsehserien, wirkte er als Schauspieler mit, hauptsächlich in kleinen oder Nebenrollen. In der Filmreihe zur Olsenbande spielte er bei drei Filmen mit, unter anderem in Die Olsenbande in der Klemme an der Seite von Preben Kaas als Dynamit-Harrys Lehrling. Ein Drehbuch schrieb er erstmals 1969 zum Film Smil Emil gemeinsam mit Jesper Høm. Später zog er sich zurück und hatte kaum noch Auftritte auf der Bühne, im Film und im Fernsehen.
Birger Jensen wurde auf dem Assistenzfriedhof (Assistens Kirkegård) im Kopenhagener Stadtteil Nørrebro beigesetzt.

## Filmografie
- 1963: Hvad med os?
- 1965: Jensen længe leve
- 1965: Pack den Playboy in den Schrank (Pigen og millionæren)
- 1966: Nu stiger den
- 1966: Tre små piger
- 1966: Jeg - en elsker
- 1967: Thomas er fredløs
- 1967: Martha
- 1968: Dage i min fars hus
- 1969: Die Olsenbande in der Klemme (Olsen-banden på spanden)
- 1969: Smil Emil
- 1971: Det er nat med fru Knudsen
- 1972–1975: Oh, diese Mieter! (Huset på Christianshavn)
- 1975: Piger i trøjen
- 1975: Violer er blå
- 1976: Strømer
- 1976: Familien Gyldenkål sprænger banken
- 1976: Piger i trøjen 2
- 1976: Gangsterens lærling
- 1977: Alt på et bræt
- 1977: Die Olsenbande schlägt wieder zu (Olsen-banden deruda’)
- 1977: Madame O und ihre ganz teuren Mädchen (I skorpionens tegn - Agent 69 Jensen)
- 1978: Die Olsenbande steigt aufs Dach (Olsen-banden går i krig)
- 1978: Fængslende feriedage
- 1984: Rainfox
- 1989: Retfærdighedens rytter
- 1997: Geister II (Riget II)
- 1998: Baby Doom